# 7125 Eitarodate
7125 Eitarodate (1991 CN1) là một tiểu hành tinh vành đai chính được phát hiện ngày 7 tháng 2 năm 1991 bởi T. Seki ở Geisei.